# Za niebawem
Za niebawem – dwudziesty siódmy album studyjny polskiego zespołu Voo Voo, wydany 15 lutego 2019 roku przez Wydawnictwo Agora (zob. Agora SA). Nominacja do Fryderyka 2020 w kategorii Album Roku Rock.

## Lista utworów
1. „Niespiesznie 1,2” – 9:32
2. „Takie tam 1” – 6:29
3. „Takie tam 2” – 3:24
4. „Przybysze” – 5:37
5. „Się poruszam 1” – 4:48
6. „Się poruszam 2” – 4:03
7. „Nocą” – 3:21
8. „Nieud” – 7:14
9. „Dzie ci kwiaty 1” – 5:13
10. „Dzie ci kwiaty 2” – 4:28
11. „Z ostatniej chwili” – 4:15[2][12]

## Historia powstania
Jeden z utworów, „Się poruszam 1”, został napisany w marcu 2018 roku, a piosenka „Z ostatniej chwili” „rzeczywiście powstała za pięć dwunasta. Składałem już materiał, gdy przeczytałem o tym, że można się wyspowiadać w wagonie” (Wojciech Waglewski). Dla lidera Voo Voo płyta Za niebawem to „podróż przez okolicę, w której mieszkam. Właściwie cała płyta opowiada o naszych relacjach z sąsiadami i bliskimi.” Materiał został nagrany w warszawskim Studio S4 Polskiego Radia w drugiej połowie 2018 roku. Tytuł płyty, będący niepoprawnym zwrotem językowym, wymyślił menedżer Wojciecha Waglewskiego.
Album ukazał się na CD w kartonowym ecopacku (EAN: 5903111492953), na 12-calowej płycie gramofonowej w gatefoldzie (EAN: 5903111493417) oraz w wersji cyfrowej.
Trasa koncertowa promująca album rozpoczęła się 1 marca 2019 roku, zaplanowano występy w ponad 20 miastach. Podczas koncertów promujących płytę z zespołem Voo Voo występowała Monika Borzym.

## Twórcy

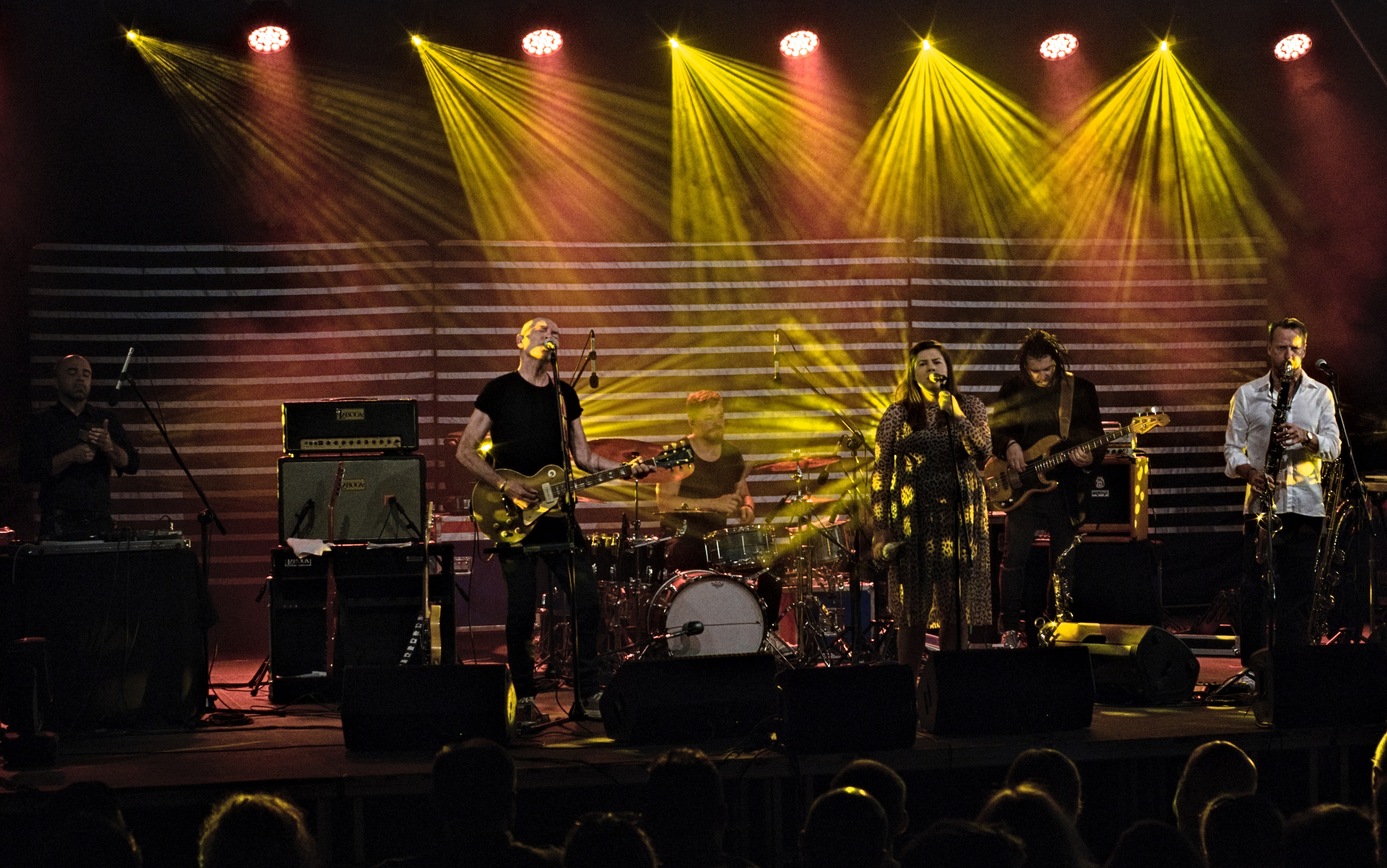
Koncert Voo Voo w Katowicach z udziałem Piotra Chołodego i Moniki Borzym, podczas którego zespół wykonywał utwory m.in. z płyty Za niebawem (2019)

Muzyka i teksty są autorstwa Wojciecha Waglewskiego. Voo Voo zagrało w składzie: Wojciech Waglewski (gitara, śpiew), Mateusz Pospieszalski (fortepian, saksofon, śpiew), Karim Martusewicz (gitara basowa, kontrabas), Michał Bryndal (perkusja).
W nagraniach gościnny udział wzięli: Natalia i Paulina Przybysz z matką Anną w utworach Takie tam 1 i Z ostatniej chwili oraz perkusyjny zespół szkoły Ritmo Bloco liczący 27 osób. W utworach Się poruszam 2 i Dzie ci kwiaty 1 na stylofonie zagrał Piotr Chołody.
Miksowaniem oraz produkcją płyty zajął się Piotr Waglewski.
Projekt graficzny płyty opracował Jarosław Koziara, na okładce wykorzystano obraz Krzysztofa Kokoryna.

## Single
Pierwszy singel, który zapowiadał płytę to utwór „Się poruszam 1”, ukazał się 15 stycznia 2019 roku. Drugi singel to „Takie tam 1”.

## Wideografia
- Się poruszam 1 – Koncepcja teledysku i kierownictwo produkcji: Piotr Walicki / ART2 Music, klip z udziałem Nadii Vadori-Gauthier[23]

## Nagrody i wyróżnienia
- 2019: Najlepsze płyty 2019 roku według „Teraz Rocka”: 5. miejsce[24]